# Maria Navigajoso
Maria Navigajoso, död efter 1285, var regent i Tetrarkin Negroponte på Euboea för sin frånvarande dotter Beatrice da Verona från 1285.
Hon gifte sig med Giberto da Verona II . 